# Enginyeria romana

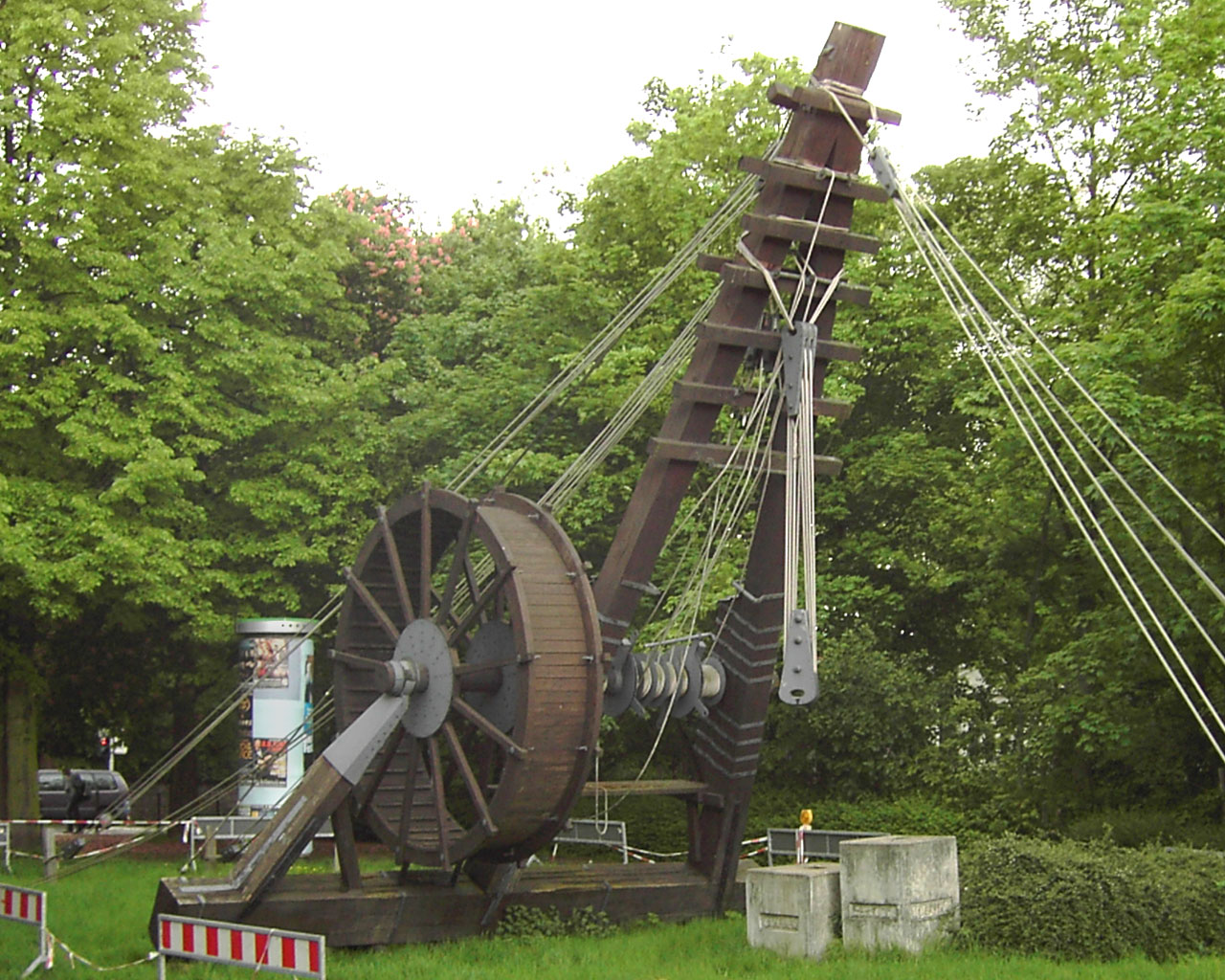
Reconstrucció d'un Polyspastos romà feta a Bonn, Alemanya.

L'enginyeria romana ha estat una pedra angular de la força de l'Imperi Romà. La majoria dels edificis que s'han conservat fins avui eren construccions utilitàries, obres d'enginyeria, fetes per viure millor, com ara els aqüeductes o per controlar millor el territori, com eren els ponts i la xarxa de carreteres.
Els romans han continuat desenvolupant tècniques que ja eren conegudes pels grecs i etruscs. L'exemples de les vies és clar, els romans van millorar-ne el disseny i en van perfeccionar la construcció de tal manera que van durar molts segles i encara se'n troben trams en perfecte estat.

## Enginyeria hidràulica

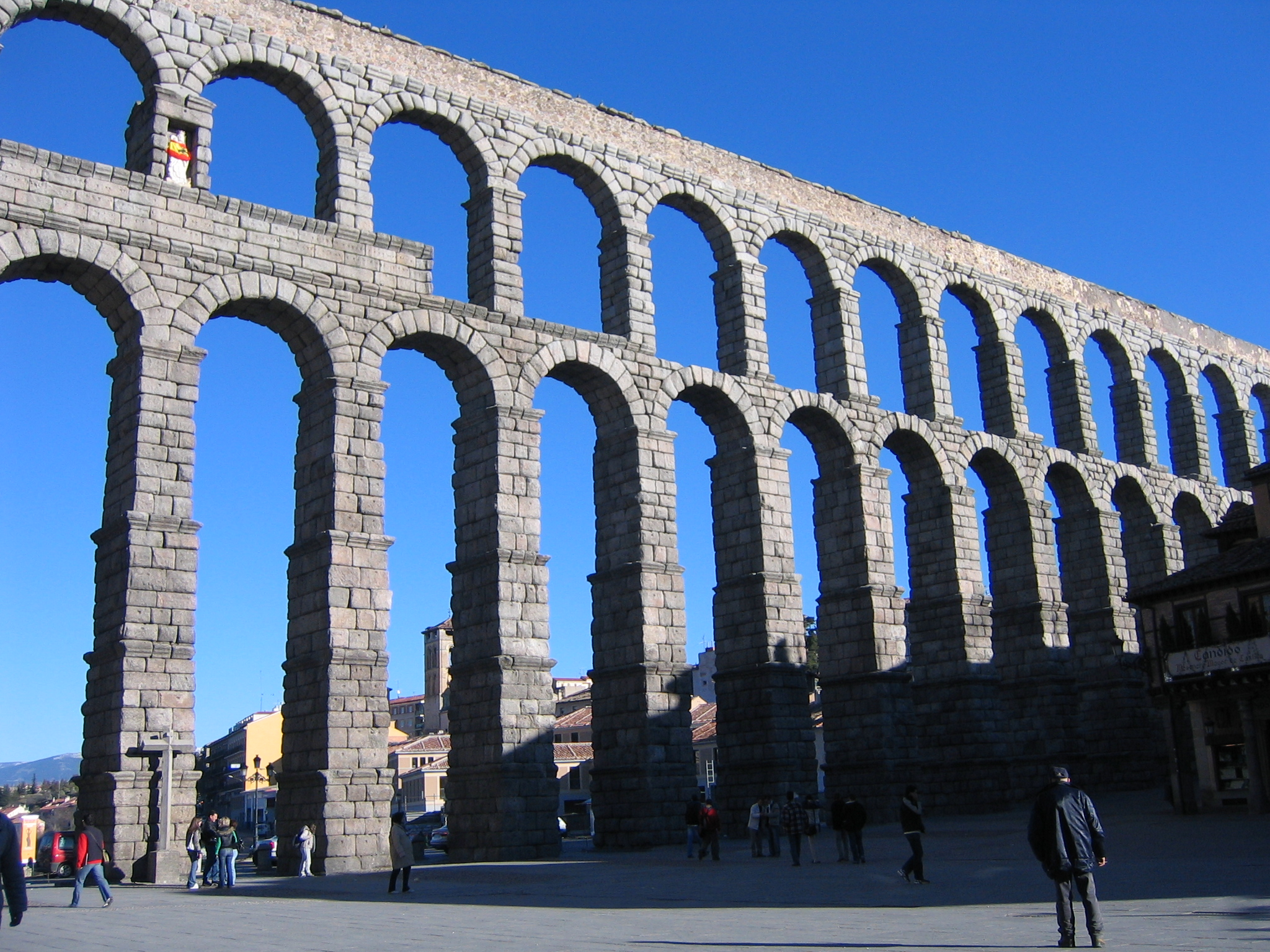
Aqüeducte de Segòvia.

La tecnologia per a portar aigua corrent a les ciutats era coneguda a l'orient, però els romans la van millorar d'una manera inconcebible per a Grècia. Catorze aqüeductes portaven milers de milions de litres d'aigua a la ciutat de Roma i gran part de l'aigua era per a usos públics. Els aqüeductes es podien estendre durant uns cent quilòmetres des d'una altitud d'uns tres cents metres al lloc de captació fins a seixanta metres a l'arribada. Els enginyers romans coneixien la tècnica dels sifons, que feien servir quan la vall per travessar era molt pregona i amb forts pendents.
Els romans construïren els primers molins hidràulics a occident. També van utilitzar l'energia hidràulica en la mineria.

## Ponts

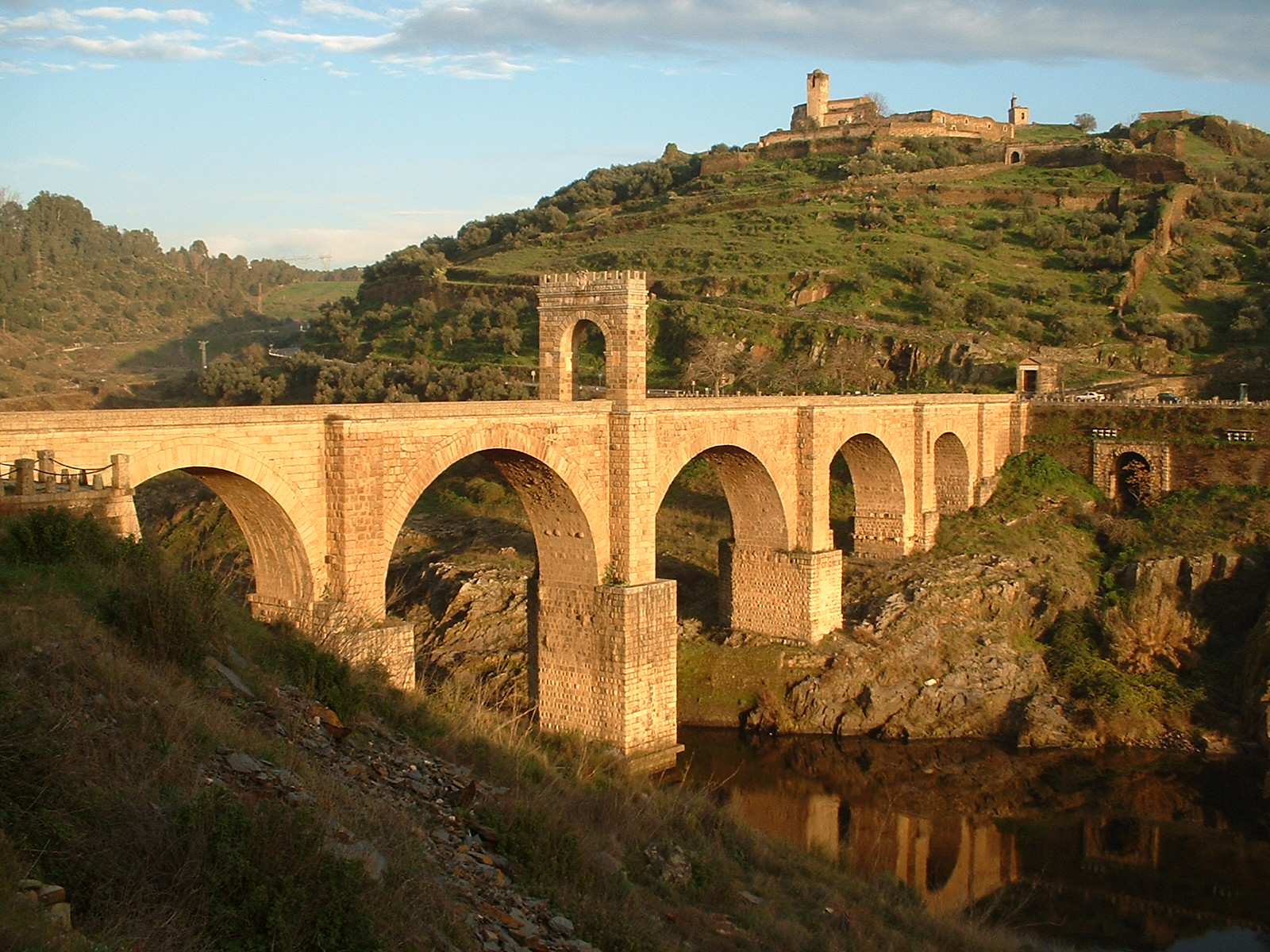
Pont d'Alcántara, Espanya

Els ponts romans eren els més llargs i resistents que s'havien fet al món. Estaven fets de pedres i tenien un arc com estructura bàsica. Feien servir un morter de calç i des del segle ii aC una mena de formigó. Juli Cèsar va fer construir un pont de fusta sobre el riu Rin, que segons va explicar ell mateix en el llibre Guerra de les Gàl·lies, s'hauria fet en només deu dies.

## Embassaments
Un exemple és l'embassament romà de Subiaco a Itàlia. A Hispània en varen fer 72.

## Enginyeria militar
Els romans van construir forts, campaments, ponts, vies i altres equipaments militars. Juli Cèsar va fer construir un pont sobre el riu Rin acabat en només 10 dies. L'exèrcit també estava implicat en la mineria.